# Гугушвили, Гия
Гия Гугушвили (груз. გია გუგუშვილი; род. 16 августа 1952, Тбилиси) — грузинский художник, награждённый высшей профессиональной наградой — Государственной премией в области искусства; ректор Тбилисской государственной академии художеств (2014—2022).

## Биография
Родился 16 августа 1952 года в Тбилиси.
В 1977 году окончил отделение живописи Тбилисской государственной академии художеств (класс профессора Коки Махарадзе).
В феврале 2011 года баллотировался на пост Председателя Союза художников Грузии, но в последний момент снял свою кандидатуру в пользу Гии Бугадзе.
С 2014 по 2022 годы в качестве ректора возглавлял Тбилисскую государственную академию художеств, одновременно преподавая в ней живопись.
В 2015 году присвоено звание почётного доктора Азербайджанской государственной академии художеств, а также удостоен членства в Союзе художников Азербайджана.
Его работы хранятся в частных и государственных коллекциях и музеях в Грузии, Швейцарии, Германии, Франции, России, Японии и других стран.

## Выставки
Персональные выставки:
- 1991 — Базель, Швейцария
- 1998 — Галерея Герцева, Москва, Россия
- 1999 — Галерея ТМС, Тбилиси, Грузия
- 2000 — Галерея Герцева, Москва, Россия; Галерея ТМС, Тбилиси, Грузия
- 2001 — Галерея Герцева, Москва, Россия; Галерея Герцева, Атланта, США
- 2002 — Галерея Универс, Тбилиси, Грузия; Галерея ТМС, Арт Вена 2002, Австрия
- 2003 — Гамбург, Германия; Бремен, Германия
- 2004 — Галерея Герцева, Атланта, США; «Кавказский дом», Париж, Франция
- 2005 — ARD, Берлин, Германия; Галерея Rotenhof, Вена, Австрия

Избранные групповые выставки:
- 1978 — Тбилиси, Грузия
- 1982 — Москва, Россия
- 1984 — Таллин, Эстония
- 1987 — Осака, Япония
- 1988 — Генуя, Италия
- 1989 — Балинген, Германия
- 1990 — Париж, Франция; Ульм, Германия; Нью-Йорк, США
- 1991 — Барселона, Испания
- 1992 — Цюрих, Швейцария; Ротвайль, Германия
- 1993 — Бризаго, Швейцария; Фридрихсхафен, Германия
- 1994 — Москва, Россия; Тбилиси, Грузия
- 1995 — Ингольштадт, Германия
- 1995—1998 — Анкара, Турция
- 1996 — Бризаго, Швейцария
- 1996—2000 — АРТ МЕССЕ, Берлин, Германия
- 1997 — Тбилиси, Грузия; АРТ МАНЕЖ’97, Москва, Россия
- 1997—2001 — Галерея Герцева, ЦДХ, Москва, Россия
- 1997—2001 — Галерея Герцева, Москва, Россия
- 1998 — АРТ САЛОН’98, ЦДХ, Москва, Россия; The Hobby Gallery, Атланта, США
- 1999 — АРТ МЕССЕ, Пермазенс, Германия
- 1999—2001 — Галерея Герцева, Атланта, США
- 2002 — АРТ Вена, Австрия; АртЛондон, Великобритания
- 2004 — Национальная галерея, Тбилиси, Грузия; Галерея Универс, Тбилиси, Грузия
- 2005 — Галерея Универс, Тбилиси, Грузия
- 2015 — Баку, Азарбайджан[6]